# Embène
L'Embène est une rivière française du Massif central qui coule dans le département du Cantal. C'est un affluent de la Rasthène sous-affluent du Goul sous-affluent de la Truyère, donc un sous-affluent de la Garonne.

## Géographie
De 16,6 km de longueur, l'Embène prend sa source dans le Cantal commune de Badailhac département du Cantal sous le nom de ruisseau de Caizac et se jette dans la Rasthène sur la commune de Labrousse.

### Départements et communes traversés
- Cantal : Polminhac, Saint-Étienne-de-Carlat, Vic-sur-Cère, Badailhac, Carlat, Labrousse.

## Principaux affluents
- Ruisseau de Saint-Étienne 6,7 km
- Ruisseau de Cazolat 3,4 km
- Ruisseau du Maurou 5,3 km